# Playdead
Playdead (Playdead ApS) は、デンマークのコペンハーゲンを拠点とするインディーゲーム会社である。

## 解説
ゲームデザイナーのArnt JensenとDino Pattiが2006年に設立し、2010年に『LIMBO』を発売した。LIMBOは1年間のXbox 360独占販売期間を経て、PlayStation 3、Microsoft Windows、macOS、iOS、Android 向けに移植された。
2014年の Xbox E3 カンファレンスにて、Playdeadは LIMBOの精神的続編で2作目のタイトルとなる『INSIDE』を発表し、2016年に Xbox One、Microsoft Windows、PlayStation 4 向けに発売した。INSIDEはLIMBOの後継作に相応しい完成度として高い評価を受けた。

## 歴史
元IO Interactiveの開発者だったArnt Jensenが2004年に描いたスケッチがLIMBOのコンセプトの出発点となった。プログラミングを独学した後、デンマーク政府助成金を獲得し、2006年にはアートを使ったゲームのティーザーでさらなる支援を求めた。これがJensenとDino Pattiの出会うきっかけとなる。プロジェクトの規模の大きさから自分たちだけではとても対応できないと判断した2人は、投資家に資金を募りPlaydead ApSを設立した(Underholdningsbranchen ApSと投資家により設立)。2010年6月に『LIMBO』を販売した。LIMBOは高い評価を得て、100万本超を売り上げるセールスを記録した。なお、PlaydeadはLIMBOの発売後、投資家から会社を買い戻し完全独立を果たしている。
LIMBOの発売と同じ年にPlaydeadはProject 2と呼ばれる新規タイトル、後の『INSIDE』の開発を開始した。このゲームは デンマーク国立映画機関からゲームに対する資金提供枠で100万ドルの資金援助を受けている。LIMBOの精神的続編とされるINSIDEは2.5次元プラットフォームゲームで、主にモノクロパレットを使用するなど多くの共通点を持つ。LIMBOではカスタムゲームエンジンを使用していたが、INSIDEでは開発を簡略化するためにUnityを採用し、さらにPlaydeadが2016年3月にオープンソースライセンスで公開した時間的アンチエイリアス(英語版)フィルターを追加している。このゲームはE3 2014で正式発表され、2015年の発売がアナウンスされていたが、さらなる作り込みのため2016年中旬に発売延期された。一方、2015年8月のPAX Primeではデモを公開している。サウンドトラックはLIMBOに引き続きMartin Stig Andersen (en) が担当し、人間の頭蓋骨を使った骨伝導でサウンドを作成した。『INSIDE』は2016年6月29日にXbox One版が、7月7日にSteamを通してWindows版が発売された。その後、PlayStation 4版は8月23日に、iOS版は2017年12月15日に発売され、Nintendo Switch版は『LIMBO』とともに2018年6月28日に発売された。また、505 Gamesから『INSIDE』と『LIMBO』の2作を同梱したXbox OneとPlayStation 4向けのソフトが2017年9月に発売されている。
INSIDEの発売直後である2016年7月19日、共同創設者のDino Pattiが退社した。Pattiは「Playdeadをゲーム業界に2つの足跡を残せる状態まで育て上げたのだから」と退社理由を述べ、「約10年間、Playdeadをアイデアからゲーム業界に2つの足跡を残せる会社に成長させるという信じられない経験を経て、私は新しい挑戦を求めるために去る」と語った。デンマークの新聞Dagbladet Børsenは2015年頃からPattiとJensenの間で亀裂が生じていたと報じている。PattiはKotakuに対し、「次期プロジェクトの予定表と、私の人生における今の位置」が原因だと述べた。この亀裂により、Jensenはクリエイティブディレクターの職を辞めるとする辞表をPattiに提出したが、会社経営者としては残るつもりだった。しかしこの手紙はPattiによって誤解され、会社からの完全な退職と受け取られ、PattiはJensenの名をデンマーク中央企業登録簿から誤って削除してしまった。これにより、2人と彼らの代理人弁護士との間で対立が生まれ、デンマークビジネス当局が介入して解決しなければならなくなったが、最終的にPattiは5千万デンマーククローネ（約720万ドル）で株式を売却することで合意した。PattiはPlaydeadとの関わり方が終わったことに落胆していたが、「Arntは長年本当に良い友人でありビジネスパートナーだった」と語った。一連の騒動後、Pattiは2017年6月に映画アニメーターのChris Olsenと共にイギリスの新スタジオ「Jumpship」を設立した。Jumpshipの第1作目『Somerville』(2022年発売)は、プレイデッドのスタイルと好意的に比較されている。
現在開発中の3作目の詳細については、早くも2017年1月に「宇宙のどこかで繰り広げられる孤独なSFゲームになる」とJensenが予告している。移動できるエリアがより広い三人称視点のゲームとして開発していることを明かし、「2Dゲームの限界に疲れていた」と述べている。2019年には求人情報に数ヶ月にわたってこのゲームのイメージティザーが公開された。2020年3月、Epic Gamesが本作のパブリッシャーとなり、開発費とUnreal Engineのサポートを全面的に提供する一方、完全なクリエイティブコントロールはPlaydeadに一任すること、そしてEpicが投資額を回収した後の利益を50/50で分配する合意を発表した。